# Электроника Б3-04
«Электроника Б3-04» — первый советский карманный микрокалькулятор. Выпускался с 1974 года, продавался по цене 220 рублей. Калькулятор мог производить простейшие арифметические операции с действительными числами и вычисления с константой. Основными особенностями калькулятора являлось применение инверсного жидкокристаллического индикатора и специализированных микросхем высокой степени интеграции.
Разработка калькулятора началась в августе 1973 года. Всего на разработку был отведён один год. Разработкой занималась группа из 27 человек. Через 5 месяцев были созданы опытные образцы. Через 9 месяцев от начала работы, за три месяца до запланированного срока, калькулятор был сдан госкомиссии.
Основные схемотехнические решения и конструкция в целом были (предположительно) скопированы с первого в мире карманного калькулятора с автономным питанием и жидкокристаллическим экраном — Sharp EL-805, созданного в 1973 году.
В конструкции калькулятора была использована стеклянная печатная плата, монтаж элементов был выполнен поверхностным и объёмным способами.

## Технические характеристики
- Элементная база: специализированные микросхемы серии К145 в корпусах для поверхностного монтажа; общее число транзисторов — более 6000
  - К145ИП1 — микропроцессор
  - К145АП1 — 23-разрядный сдвиговый регистр
  - К145ИП2 — операционный регистр
  - К145ПП1 — контроллер ЖК-индикатора
- Дисплей: жидкокристаллический с инверсным изображением (белые цифры на чёрном фоне), содержит 8 числовых разрядов, знак «минус»
- Клавиатура: 17 клавиш
- Питание: от одного элемента типа AA (А316) напряжением 1,5 В
- Размеры: 118×78×20 мм, вес около 200 г.[источник не указан 2879 дней]